# حکمت یشوع بن سیراخ

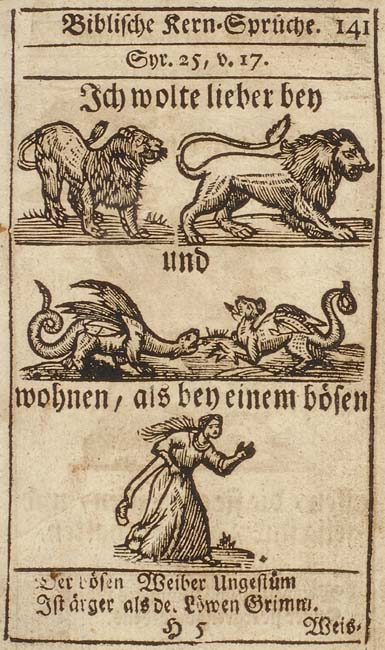
نقاشی یشوع بن سیراخ متعلق به سال ۱۷۵۱

حکمت یشوع بن سیراخ (در کتاب مقدس به زبان لاتین Ecclesiasticus، در نسخ یونانی Sophia Iēsou hyiou Sirach و عنوان احتمالی اصلی آن به زبان عبری Ḥokhmat Yeshuaʿ Ben-Sira) نام کتابی از نوشتار هفتادگانی بوده که به عنوان بخشی از کتاب مقدس توسط کاتولیک‌ها و کلیسای شرقی و بیشتر ارتدوکس‌های شرقی در نظر گرفته شده، ولی بیشتر پروتستانها و یهودیان آن را بخشی از اسفار مشکوک در نظر می‌گیرند.
حکمت یشوع بن سیراخ در سال ۱۷۵ تا ۱۸۰ پیش از میلاد به زبان عبری نوشته شده، و توسط نوه نویسنده که در مصر می‌زیسته به زبان یونانی ترجمه شده است. همچنین ترجمه دیگری به زبان سریانی نیز انجام شده است. حدود سه پنجم این کتاب به زبان عبری در کنیسه ای متعلق به دوران سده‌های میانه یافت شده است. همچنین بخش‌هایی از این کتاب به زبان عبری در مسادا که به سال ۷۵ پیش از میلاد بازمی‌گردد و بخش‌های کمی از آن در طومارهای دریای مرده یافت شده است.